# Hirtella hispidula
Hirtella hispidula är en tvåhjärtbladig växtart som beskrevs av Friedrich Anton Wilhelm Miquel. Hirtella hispidula ingår i släktet Hirtella och familjen Chrysobalanaceae. Inga underarter finns listade i Catalogue of Life.